# Carlos Blanco Aguinaga

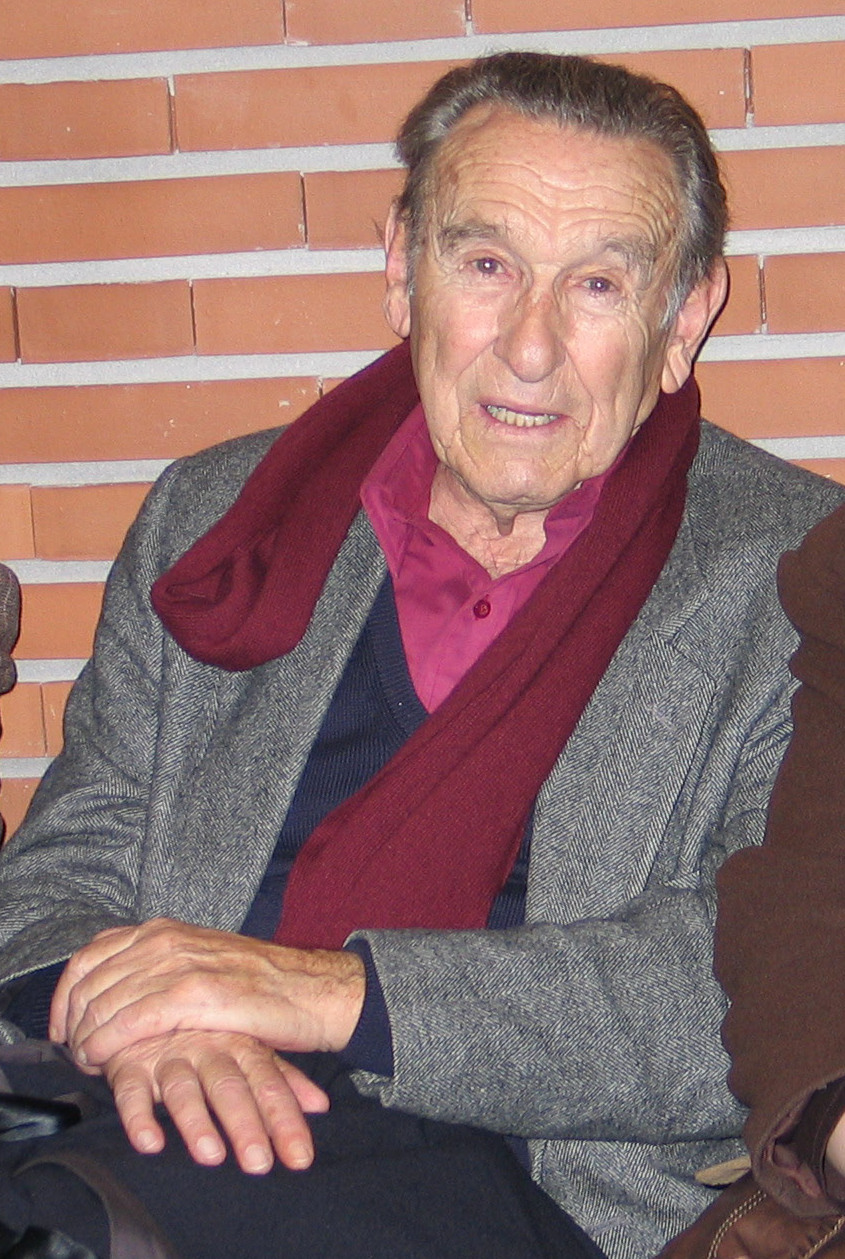
Carlos Blanco Aguinaga num congresso sobre o exílio basco, em San Sebastián

Carlos Blanco Aguinaga (Irun, Guipúscoa, Espanha, 9 de novembro de 1926-La Jolla San Diego, Califórnia, Estados Unidos, 12 de setembro de 2013) foi um escritor, hispanista e professor espanhol, exilado no México.

## Biografia
Como consequência da Guerra Civil Espanhola, em setembro de 1936 chegou como refugiado a Hendaye (Pirenéus Atlânticos, França), junto com dois terços do total da população de Irun e Hondarribia. Com os seus pais depois exilou-se no México, onde estudou o bacharelato no Colégio Luis Vives; posteriormente conseguiu uma bolsa na Universidade Harvard onde se licenciou em literatura (1948). Depois trabalhou como marinheiro uns meses e, a seu regresso ao México, se doutorou no Colégio de México com uma tese sobre Miguel de Unamuno, ao que dedicou depois vários livros. Nesses anos de vida em México travou estreita amizade com a geração dos filhos de exilados da guerra civil: Yomí García Ascot, María Luisa Elio, Manuel Durán, Ramón Xirau, Tomás Segovia, Ángel Palerm, Roberto Ruiz, Lucinda Urrusti e outros muitos. Eram os contemporâneos dos escritores espanhóis da Geração da década de 1950. Bastantes deles estiveram na fundação da revista Presença (1948-1950), na que Blanco Aguinaga publicou suas primeiras criações literárias.
Por então era já apoiado nos seus estudo no El Colegio de México, dirigido então por Alfonso Reyes. Seu Departamento de Filologia estava encabeçado por Raimundo Lida, quem convidou-lhe a colaborar na Nova Revista de Filologia Hispânica de dita instituição. Em 1953 transladou-se à Universidade Estadual de Ohio e desde esse momento até sua aposentação foi catedrático de Literatura Espanhola em diversas universidades dos Estados Unidos (a Universidade Johns Hopkins de Baltimore; como professor convidado na Universidade do Wisconsin-Madison em Madison, a Universidade do Texas em Austin, a University of Califórnia, Riverside; e desde 1964 em adiante na Universidade da Califórnia em San Diego onde fundou a Secção de Espanhol do Departamento de Literatura).
Durante a sua estadia no México conheceu a muitos intelectuais e artistas importantes, entre eles Luis Buñuel, Carlos Fuentes, Ramón Xirau e Octavio Paz.  Com estes últimos Blanco colaborou na fundação da Revista Mexicana de Literatura (1956-1957); em seu primeiro número publicou um dos primeiros ensaios sobre Juan Rulfo, o que lhe reportou um grande renome no mundo cultural mexicano. O ensaio titulava-se Realidade e estilo em Juan Rulfo.
Em 1958 obteve uma bolsa Guggenhein e viajou pela primeira vez à Europa, à França mais especificamente. De 1963 faz a sua primeira viagem a Espanha, país que visitará a cada vez com mais frequência até que entre 1980 e 1985 exerça como catedrático da recém criada Universidade do País Basco graças ao convite de Koldo Michelena. Nestes anos de estadia em Espanha militará no Partido Comunista de Espanha (PCE) e, já no País Basco, fará parte do processo de integração deste partido em Euskadiko Ezkerra (EE).
Depois de sua aposentação, e até ao seu falecimento, foi professor emérito da Universidade da Califórnia em San Diego. A sua carreira naquela universidade estava marcada por seu compromisso político com as lutas pelos direitos civis. Em 1969, como assessor do grupo estudantil chicano MAYA (Associação de Jovens Mexicoamericanos), colaborava com ativistas mexicanos e afroamericanos (entre eles Angela Davis) para estabelecer um colégio "tercermundista" e comprometido onde as minorias teriam acesso a uma formação educativa de primeira categoria. O nome proposto pelos estudantes foi Lumumba-Sapata College. Também estabeleceu relações íntimas com pensadores como Herbert Marcuse, Fredric Jameson, and Herbert Schiller. Ao longo de seus anos em San Diego, Blanco exercia uma grande influência sobre centenas de jovens da classe operária norte-americana.

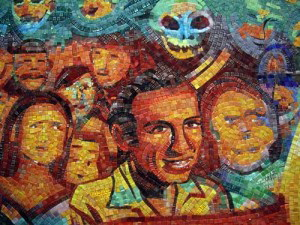
"Chicano Legacy" mosaic, UC San Diego, artist Mario Torero, detail: Carlos Blanco Aguinaga

Em 16 de setembro de 2013, cinco dias após a morte de Blanco, o prefeito de Irun anunciou sua intenção de dar o nome "Carlos Blanco Aguinaga" à futura Biblioteca Municipal. No País,  Manuel Rodríguez Rivero escreveu: "A um e outro lado do Atlântico centenas de amigos e discípulos têm chorado nestes dias a morte de um inolvidável mestre."
- Unamuno, teórico del lenguaje (Tese doutoramento). El Colegio de México, 1953.
- El Unamuno contemplativo. El Colegio de México, 1960. Nueva edición en Laia, Barcelona, 1975
- Juventud del 98. Siglo XXI, 1970 (3.ª edição em Taurus, Madrid, 2000).
- Vida y obra de Emilio Prados.
- De mitólogos y novelistas. Turner, Madrid, 1975, 138 págs. (Sobre Octavio Paz, García Márquez, Carlos Fuentes, Alejo Carpentier e Juan Goytisolo)
- Historia social de la literatura española (Em língua castelhana). Coautor junto a Julio Rodríguez Puértolas e Iris M. Zavala. Castalia, Madrid, 1978 (3 volumes). Última edição em Akal, Madrid, 2000.
- La historia y el texto literario: Tres novelas de Galdós. Nuestra Cultura, 1978.
- Del franquismo a la modernidad: Cultura española 1975-1990. Coautor con José Monleón, 1995.
- Sobre el Modernismo desde la periferia, 1998
- De vencedores y vencidos en la Restauración según las novelas contemporáneas de Galdós, Biblioteca Virtual Cervantes, Alicante, 2006.
- De restauración a restauración. Renacimiento, Sevilla, 2008.
- Ensayos sobre la literatura del exilio español. El Colegio de México, 2006.

Edições anotadas
- Emilio Prados Obra poética completa. Edição de Carlos Blanco Aguinaga y Antonio Carreira. Visor Libros, Madrid, 2 tomos, 1999 (1.ª edição em 1979)
- Juan Rulfo El llano en llamas. Edição de Carlos Blanco Aguinaga. Cátedra, Madrid, 2006.

Memórias
- Por el Mundo. Infancia, guerra y principio de un fin afortunado. Alberdania, Irún, 2007
- De mal asiento. Caballo de Troya, Madrid, 2010, 329 pp.

Novelas e contos
- Ya no bailan los pescadores de Pismo Beach
- Ojos de papel volando, 1984.
- Un tiempo viejo, 1988.
- En voz continua, 1997.
- Carretera de Cuernavaca (contos). Alfaguara, Madrid, 1990.